# احمد ینالتگین
احمد یَنالتَگین (درگذشتهٔ ۴۲۵ قمری / ۱۰۳۴ میلادی) سپهسالار ترک‌نژاد در زمان غزنویان بود.